# Kim Everaerts
Kim Everaerts (Horst, 6 januari 2002) is een voetbalspeelster uit Nederland.
Ze speelde voor Borussia Mönchengladbach in de Duitse Frauen-Bundesliga, en speelde sinds het seizoen van 2021 tot 2025 voor FC Twente in de Vrouwen Eredivisie. Sinds 2025 komt ze uit voor het Belgische Oud-Heverlee Leuven.

## Clubcarrière
Kim Everaerts werd geboren in Horst. Sinds 2016 kwam ze uit voor Borussia Mönchengladbach. Haar eerste seizoen speelde ze enkele wedstrijden in de Bundesliga, maar na degradatie naar de 2de Bundesliga speelde ze haar wedstrijden vooral in deze competitie.
In 2021 maakte ze de overstap naar FC Twente in de Vrouwen Eredivisie. Ze maakte haar debuut voor de Tukkers in een uitwedstrijd tegen Ajax op 5 september 2021. In de laatste wedstrijd van het seizoen, opnieuw uit tegen Ajax, maakte ze haar eerste doelpunt in de Vrouwen Eredivisie. Door dit doelpunt werd Everaerts met FC Twente kampioen van de Vrouwen Eredivisie in het seizoen 2021/22.
Op 10 mei 2023 tekende Everaerts een nieuw contract dat haar tot medio 2025 aan de club uit Enschede verbindt. Na een vaste basisplaats in haar eerste twee seizoenen, acteerde ze in de seizoenen 2023/24 en 2024/25 vooral als twee rechtsback achter Leonie Vliek. In maart 2025 maakte FC Twente bekend het aflopende contract van Everaerts niet te verlengen, waardoor ze de club na vier seizoenen achter zich zal laten. Op 14 juni 2025 tekende Everaerts een contract bij het Belgische Oud-Heverlee Leuven.

## Statistieken
| Seizoen | Club                     | Competitie         | Competitie | Competitie | Beker | Beker | Champions League | Champions League | Totaal | Totaal |
| Seizoen | Club                     | Competitie         | Wed.       | Dlp.       | Wed.  | Dlp.  | Wed.             | Dlp.             | Wed.   | Dlp.   |
| ------- | ------------------------ | ------------------ | ---------- | ---------- | ----- | ----- | ---------------- | ---------------- | ------ | ------ |
| 2018/19 | Borussia Mönchengladbach | Bundesliga         | 2          | 0          | 0     | 0     | 0                | 0                | 2      | 0      |
| 2019/20 | Borussia Mönchengladbach | Tweede Bundesliga  | 15         | 3          | 1     | 0     | 0                | 0                | 16     | 3      |
| 2020/21 | Borussia Mönchengladbach | Tweede Bundesliga  | 17         | 0          | 0     | 0     | 0                | 0                | 17     | 0      |
| 2021/22 | FC Twente                | Vrouwen Eredivisie | 16         | 1          | 5     | 0     | 2                | 0                | 23     | 1      |
| 2022/23 | FC Twente                | Vrouwen Eredivisie | 19         | 0          | 4     | 2     | 4                | 0                | 27     | 2      |
| 2023/24 | FC Twente                | Vrouwen Eredivisie | 18         | 1          | 2     | 0     | 5                | 0                | 25     | 1      |
| 2024/25 | FC Twente                | Vrouwen Eredivisie | 17         | 0          | 2     | 0     | 10               | 0                | 29     | 0      |
| Totaal  | Totaal                   | Totaal             | 104        | 5          | 19    | 3     | 16               | 0                | 139    | 8      |

Bijgewerkt t/m 14 juni 2025.

## Interlandcarrière
Op 20 oktober 2018 speelde Everaerts haar eerste wedstrijd met Oranje O17. In januari 2020 speelde ze haar debuutwedstrijd voor Oranje O18